# Jean de Rotrou
Jean de Rotrou (Dreux, 1609. augusztus 21. – Dreux, 1650. június 28.) francia költő, író, drámaíró.

## Pályafutása
Már 19 éves korában sikert ért el két drámájával, ami Richelieu-t arra bírta, hogy Rotrou-t vígjátéktanácsába fölvegye. Corneille és a klasszicizmus tanulmányozása megnemesítette Routrou naturalizmusát, akinek legsikeresebb drámái: Saint Genest (1646); Polyeucte, Venceslas (1647) és Cosroes (1649). Műveit Viollet-le-Duc (Oeuvres, Párizs, 1820-22) és Hémon (R., Théâtre choisi, uo. 1883) adta ki.